# Gio Gonzalez
Giovany Albino »Gio« González, ameriški bejzbolist kubanskih korenin, * 19. september 1985, Hialeah, Florida, ZDA.
González je poklicni metalec in je trenutno član ekipe Washington Nationals v ligi MLB.

## Otroštvo
González je v domačem kraju obiskoval lokalno srednjo šolo, kjer so v njegovih prvih treh letih nastopanja osvojili dve prvenstvi zvezne države in nato skorajda še tretjega. Po slednjem se je leta 2004 prepisal na šolo Monsignor Edward Pace High School.

## Poklicna kariera
Izbran je bil s skupno 38. naborom v prvem nadomestnem krogu nabora lige MLB leta 2004 s strani ekipe Chicago White Sox.
Leta 2005 je bil poslan k ekipi Philadelphia Phillies skupaj s soigralcema  Aaronom Rowandom in Danielom Haigwoodom za močnega odbijalca Jima Thomeja. Med njegovim obdobjem z ekipo ga je Baseball America ocenila kot drugega najboljšega mladega igralca v klubu, za Coleom Hamelsom.
V decembru 2006 se je vrnil k ekipi iz Chicaga. Skupaj z Gavinom Floydom je bil zamenjan za Freddyja Garcio. González je vodil vse nižje podružnice z 185 izločitvami z udarci v 150-ih menjavah v letu 2007.

### Oakland Athletics
3. januarja 2008 ga je ekipa iz Chicaga skupaj z mladima igralcema Ryana Sweeneya in Fautina De Los Santosa v zameno za igralca zunanjega polja  Nicka Swisherja k ekipi Oakland Athletics. V času menjave je bil ocenjen kot najboljši mladi igralec organizacije White Sox.
González je bil v ligo MLB vpoklican 5. avgusta leta 2008, prvič pa je nastopil že naslednji dan.
Po spomladnem uigravanju leta 2009 se je vrnil v podružnico Triple-A v Sacramentu.
Gonzalez je sezono 2009-10 začel z dobrim nastopom proti ekipi Los Angeles Angels of Anaheim. Dovolil je dva teka in 6 udarcev v polje, v zmagi svoje ekipe z 10:4 pa je zbral še 6 izločitev z udarci in dovolil prost prehod na bazo.
González je bil  v sezoni 2010-11 izbran kot član ekipe vseh zvezd Ameriške lige. Na tekmi v Phoenixu je bil vpoklican v spodnjem delu osme menjave in z izločitvijo z udarci izločil edinega odbijalca, s katerim se je soočil-Jaya Brucea. Na zadnji dan sezone je v odličnem nastopu proti ekipi Seattle Mariners v osmih menjavah zbral kar 11 izločitev z udarci ter ni dovolil teka, kar mu je omogočilo dosežek kariere- 16 zmag v eni sezoni.

### Washington Nationals
23. decembra 2011 je bil skupaj Robertom Gilliamom udeležen v menjavi igralcev, ki ju je poslala k ekipi Washington Nationals v zameno za mlade igralce Brada Peacocka, Toma Milonea, Dereka Norrisa in A. J. Colea. González je v postavi začetnih metalcev ekipe na drugem mestu, za Stephenom Strasburgom.
15. januarja 2012 je z ekipo podpisal 5-letno podaljšanje pogodbe, ki mu bo skozi leto 2016 prineslo 42 milijonov ameriških dolarjev. Pogodba vključuje možnosti ekipe za podaljšanje v letih 2017 in 2018.
González je postal prvi metalec po letu 1918, ki mu je uspelo v treh zaporednih nastopih zabeležiti 6 menjav brez dovoljenega teka in več kot dveh udarcev v polje. González je postavil rekord ekipe iz Washington z nizom 25 zaporednih menjav brez dovoljenega teka, ki se je končal 29. aprila 2012.

## Igralski profil
González se poslužuje hitre žoge, ki jo meče med hitrostmi 148-154 kilometrov na uro, dvošivne hitre žoge, spremenljivca in oblinarke, ki jo meče "od desetih do štirih" in je znana kot ena najboljših v igri. Je levičar in nosi številko 47.